# 大分県道209号朝地直入線
大分県道209号朝地直入線（おおいたけんどう209ごう あさじなおいりせん）は、大分県豊後大野市をから竹田市に至る一般県道である。

## 概要
豊後大野市朝地町朝地から竹田市直入町大字長湯に至る。

### 路線データ
- 起点：大分県豊後大野市朝地町朝地[1]（国道442号交点）
- 終点：大分県竹田市直入町大字長湯[2]（長湯山脇三差路交差点、大分県道30号庄内久住線交点）

## 歴史
- 1959年（昭和34年）3月31日 - 大分県告示第374号により、県道朝地直入線として路線認定される（当時の整理番号は10）[3]。
- 1973年（昭和48年）4月2日 - 大分県告示第250号により県道朝地直入線として路線認定[4]。

## 路線状況

### 重複区間
- 大分県道412号久住高原野津原線（竹田市直入町大字神堤）

## 地理

### 通過する自治体
- 豊後大野市
- 竹田市

### 交差する道路
| 交差する道路                               | 市町村名   | 交差する場所   | 交差する場所                |
| ------------------------------------------ | ---------- | -------------- | --------------------------- |
| 国道442号                                  | 豊後大野市 | 朝地町朝地     | 起点                        |
| 大分県道412号久住高原野津原線 重複区間起点 | 竹田市     | 直入町大字神堤 |                             |
| 大分県道412号久住高原野津原線 重複区間終点 | 竹田市     | 直入町大字神堤 |                             |
| 大分県道30号庄内久住線                     | 竹田市     | 直入町大字長湯 | 長湯山脇三差路交差点 / 終点 |

### 沿線
- 豊後大野市立朝地中学校（起点付近）
- 長湯温泉